# Miltonsburg (Ohio)
Miltonsburg es una villa ubicada en el condado de Monroe en el estado estadounidense de Ohio. En el Censo de 2010 tenía una población de 43 habitantes y una densidad poblacional de 227,43 personas por km².

## Geografía
Miltonsburg se encuentra ubicada en las coordenadas 39°49′53″N 81°9′53″O / 39.83139, -81.16472. Según la Oficina del Censo de los Estados Unidos, Miltonsburg tiene una superficie total de 0.19 km², de la cual 0.19 km² corresponden a tierra firme y (0%) 0 km² es agua.

## Demografía
Según el censo de 2010, había 43 personas residiendo en Miltonsburg. La densidad de población era de 227,43 hab./km². De los 43 habitantes, Miltonsburg estaba compuesto por el 100% blancos, el 0% eran afroamericanos, el 0% eran amerindios, el 0% eran asiáticos, el 0% eran isleños del Pacífico, el 0% eran de otras razas y el 0% pertenecían a dos o más razas. Del total de la población el 0% eran hispanos o latinos de cualquier raza.